# Ligat ha'Al 2010-2011
La Ligat ha'Al 2010-2011 è stata la 70ª edizione della massima divisione del campionato israeliano di calcio.
Ebbe inizio il 21 agosto 2010 e si è concluso il 27 maggio 2011, dopo la disputa dello spareggio promozione-retrocessione.
Quale formula, fu confermata quella adottata nella stagione precedente. Pertanto, al termine della stagione non si sarebbe assegnato il titolo direttamente alla prima classificata, disputandosi, invece, un girone finale all'italiana con partite di sola andata tra le prime sei classificate della stagione regolare. Nel girone finale, le squadre sarebbero partite con la metà dei punti collezionati nella prima fase del campionato.
Le squadre tra l'undicesimo e il sedicesimo posto avrebbero disputato anch'esse un analogo torneo per decidere le due retrocessioni nella Liga Leumit; anche in tal caso, le sei contendenti sarebbero partite con la metà dei punti conquistati nella stagione regolare.
Le squadre tra il settimo e il decimo posto si sarebbero contese anch'esse un torneo, valido, tuttavia, solo a definirne il piazzamento finale.
Il campionato fu vinto dal Maccabi Haifa (dodicesimo titolo nazionale).
Capocannoniere del torneo fu Toto Tamuz, dell'Hapoel Tel Aviv, con 21 goal.

## Squadre partecipanti
| Club                | Città         |
| ------------------- | ------------- |
| Ashdod              | Ashdod        |
| Beitar Gerusalemme  | Gerusalemme   |
| Bnei Sakhnin        | Bnei Sakhnin  |
| Bnei Yehuda         | Tel Aviv      |
| Hapoel Akko         | Acri          |
| Hapoel Ashkelon     | Ascalona      |
| Hapoel Be'er Sheva  | Be'er Sheva   |
| Hapoel Haifa        | Haifa         |
| Hapoel Petah Tiqwa  | Petah Tiqwa   |
| Hapoel Ramat Gan    | Ramat Gan     |
| Hapoel Tel Aviv     | Tel Aviv      |
| Ironi K. Shmona     | Kiryat Shmona |
| Maccabi Haifa       | Haifa         |
| Maccabi Netanya     | Netanya       |
| Maccabi Petah Tiqwa | Petah Tiqwa   |
| Maccabi Tel Aviv    | Tel Aviv      |

## Classifica finale della stagione regolare
| Pos. | Squadra             | Pt | G  | V  | N  | P  | GF | GS | DR  | P.ti 2a fase |
| ---- | ------------------- | -- | -- | -- | -- | -- | -- | -- | --- | ------------ |
| 1.   | Maccabi Haifa       | 70 | 30 | 21 | 7  | 2  | 55 | 25 | +30 | 35           |
| 2.   | Hapoel Tel Aviv     | 65 | 30 | 20 | 5  | 5  | 65 | 27 | +38 | 33           |
| 3.   | Maccabi Tel Aviv    | 50 | 30 | 15 | 5  | 10 | 41 | 33 | +8  | 25           |
| 4.   | Ironi K. Shmona     | 48 | 30 | 13 | 9  | 8  | 50 | 34 | +16 | 24           |
| 5.   | Bnei Yehuda         | 48 | 30 | 13 | 9  | 8  | 33 | 27 | +6  | 24           |
| 6.   | Maccabi Netanya     | 44 | 30 | 11 | 11 | 8  | 39 | 33 | +6  | 22           |
| 7.   | Hapoel Haifa        | 44 | 30 | 12 | 8  | 10 | 38 | 37 | +1  | 22           |
| 8.   | Maccabi Petah Tiqwa | 42 | 30 | 11 | 9  | 10 | 50 | 39 | +11 | 21           |
| 9.   | Hapoel Akko         | 41 | 30 | 10 | 11 | 9  | 43 | 38 | +5  | 21           |
| 10.  | Hapoel Be'er Sheva  | 38 | 30 | 10 | 8  | 12 | 36 | 38 | -2  | 19           |
| 11.  | Beitar Gerusalemme  | 38 | 30 | 10 | 8  | 12 | 30 | 32 | -2  | 19           |
| 12.  | Hapoel Petah Tiqwa  | 33 | 30 | 9  | 6  | 15 | 36 | 51 | -15 | 17           |
| 13.  | Ashdod              | 33 | 30 | 8  | 9  | 13 | 36 | 52 | -16 | 17           |
| 14.  | Hapoel Ashkelon     | 26 | 30 | 7  | 5  | 18 | 29 | 56 | -27 | 13           |
| 15.  | Bnei Sakhnin        | 25 | 30 | 6  | 7  | 17 | 19 | 40 | -21 | 13           |
| 16.  | Hapoel Ramat Gan    | 8  | 30 | 1  | 9  | 20 | 18 | 56 | -38 | 4            |

Legenda:

      Ai play-off

      Al torneo di metà classifica

      Ai play-out

## Play-off

### Risultati
|                  | BnY  | HTA  | IKS  | MHa  | MNe  | MTA  |
| ---------------- | ---- | ---- | ---- | ---- | ---- | ---- |
| Bnei Yehuda      | –––– |      |      | 1-1  |      | 1-3  |
| Hapoel Tel Aviv  | 2-1  | –––– |      |      | 2-2  | 2-2  |
| I. Kiryat Shmona | 1-2  | 2-1  | –––– |      |      |      |
| Maccabi Haifa    |      | 2-0  | 2-0  | –––– | 1-2  |      |
| Maccabi Netanya  | 0-4  |      | 3-3  |      | –––– |      |
| Maccabi Tel Aviv |      |      | 3-1  | 0-2  | 4-1  | –––– |

### Classifica
|                     | Pos. | Squadra          | Pt | G  | V  | N  | P  | GF | GS | DR  |
| ------------------- | ---- | ---------------- | -- | -- | -- | -- | -- | -- | -- | --- |
| Campione di Israele | 1.   | Maccabi Haifa    | 45 | 35 | 24 | 8  | 3  | 63 | 28 | +35 |
| [ 2 ]               | 2.   | Hapoel Tel Aviv  | 38 | 35 | 21 | 7  | 7  | 72 | 36 | +36 |
|                     | 3.   | Maccabi Tel Aviv | 35 | 35 | 18 | 6  | 11 | 53 | 40 | +13 |
|                     | 4.   | Bnei Yehuda      | 31 | 35 | 15 | 10 | 10 | 42 | 34 | +8  |
|                     | 5.   | Ironi K. Shmona  | 28 | 35 | 14 | 10 | 11 | 57 | 45 | +12 |
|                     | 6.   | Maccabi Netanya  | 27 | 35 | 12 | 13 | 10 | 47 | 47 | 0   |

## Torneo di metà classifica

### Risultati
|                     | HAk  | HBS  | HHa  | MPT  |
| ------------------- | ---- | ---- | ---- | ---- |
| Hapoel Akko         | –––– |      | 2-1  |      |
| Hapoel Be'er Sheva  | 2-3  | –––– |      |      |
| Hapoel Haifa        |      | 1-2  | –––– | 0-2  |
| Maccabi Petah Tiqwa | 4-1  | 1-1  |      | –––– |

### Classifica
|  | Pos. | Squadra             | Pt | G  | V  | N  | P  | GF | GS | DR  |
|  | ---- | ------------------- | -- | -- | -- | -- | -- | -- | -- | --- |
|  | 7.   | Maccabi Petah Tiqwa | 28 | 33 | 13 | 10 | 10 | 57 | 41 | +16 |
|  | 8.   | Hapoel Akko         | 27 | 33 | 12 | 11 | 10 | 49 | 45 | +4  |
|  | 9.   | Hapoel Be'er Sheva  | 23 | 33 | 11 | 9  | 13 | 41 | 43 | -2  |
|  | 10.  | Hapoel Haifa        | 22 | 33 | 12 | 8  | 13 | 40 | 43 | -3  |

## Play-out

### Risultati
|                    | Ash  | BeG  | BnS  | HAs  | HPT  | HRG  |
| ------------------ | ---- | ---- | ---- | ---- | ---- | ---- |
| Ashdod             | –––– | 0-0  |      | 4-1  |      | 1-0  |
| Beitar Gerusalemme |      | –––– |      | 0-1  | 3-0  | 5-1  |
| Bnei Sakhnin       | 1-0  | 1-0  | –––– |      |      |      |
| Hapoel Ashkelon    |      |      | 2-1  | –––– | 0-3  |      |
| Hapoel Petah Tiqwa | 1-1  |      | 1-1  |      | –––– | 1-2  |
| Hapoel Ramat Gan   |      |      | 1-2  | 2-0  |      | –––– |

### Classifica
|  | Pos. | Squadra            | Pt | G  | V  | N  | P  | GF | GS | DR  |
|  | ---- | ------------------ | -- | -- | -- | -- | -- | -- | -- | --- |
|  | 11.  | Beitar Gerusalemme | 26 | 35 | 12 | 9  | 14 | 38 | 35 | +3  |
|  | 12.  | Ashdod             | 25 | 35 | 10 | 11 | 14 | 42 | 55 | -13 |
|  | 13.  | Bnei Sakhnin       | 23 | 35 | 9  | 8  | 18 | 25 | 44 | -19 |
|  | 14.  | Hapoel Petah Tiqwa | 22 | 35 | 10 | 8  | 17 | 42 | 58 | -16 |
|  | 15.  | Hapoel Ashkelon    | 19 | 35 | 9  | 5  | 21 | 33 | 66 | -33 |
|  | 16.  | Hapoel Ramat Gan   | 10 | 35 | 3  | 9  | 23 | 24 | 65 | -41 |

## Spareggio promozione-retrocessione

### Andata
| Arbitro: | Asaf Kenan |

|                                      |           |          |
| Luzon 7’ 31’ Exbard 22’ Tzarfati 52’ | Marcatori | 86’ Arar |

### Ritorno
| Arbitro: | Roi Reinshreiber |

|  |           |             |
|  | Marcatori | 9’ Turgeman |

## Verdetti
- Maccabi Haifa campione di Israele 2010-2011, qualificato al secondo turno preliminare della Champions League 2011-2012
- Hapoel Tel Aviv qualificato al terzo turno preliminare dell'Europa League 2011-2012
- Maccabi Tel Aviv e Bnei Yehuda qualificati al secondo turno preliminare dell'Europa League 2011-2012
- Hapoel Ashkelon e Hapoel Ramat Gan retrocesse in Liga Leumit 2011-2012
- Ironi Nir Ramat HaSharon e Hapoel Rishon LeZion promosse in Ligat ha'Al 2011-2012

## Classifica marcatori
| Calciatore           | Squadra             | Gol |
| -------------------- | ------------------- | --- |
| Toto Tamuz           | Hapoel Tel Aviv     | 21  |
| Eden Ben Basat       | Hapoel Haifa        | 18  |
| Eliran Atan          | Maccabi Tel Aviv    | 18  |
| Moshe Ohayon         | Ashdod              | 17  |
| Ben Sahar            | Hapoel Tel Aviv     | 16  |
| Pedro Joaquín Galván | Bnei Yehuda         | 16  |
| Omer Damari          | Maccabi Petah Tiqwa | 15  |
| Roei Dayan           | Hapoel Akko         | 14  |
| Wiam Amasha          | Ironi K. Shmona     | 14  |
| Tomer Hemed          | Maccabi Haifa       | 13  |
| David Biton          | Hapoel Petah Tiqwa  | 12  |
| Vladimir Dvalishvili | Maccabi Haifa       | 12  |
| Achmad Saba'a        | Maccabi Netanya     | 12  |